# Sofroniusz II (patriarcha Konstantynopola)
Sofroniusz II, gr. Σωφρόνιος Β΄ (zm. 19 października 1780) – ekumeniczny patriarcha Konstantynopola w latach 1775–1780 i prawosławny patriarcha Jerozolimy jako Sofroniusz V w latach 1770–1775.

## Życiorys
Urodził się w Aleppo w Syrii. W latach 1770–1775 był prawosławnym patriarchą Jerozolimy. Patriarchą Konstantynopola był od 1775 r. aż do śmierci.